# Asterella macropoda
Asterella macropoda là một loài rêu trong họ Aytoniaceae. Loài này được Spruce A. Evans mô tả khoa học đầu tiên năm 1919.